# Tautazismus
Als Tautazismus (griechisch-neulateinisch von ταὐτό tautó = τό αὐτό tó autó ‚dasselbe‘) bezeichnet man in der Rhetorik und in der Sprachwissenschaft eine als unschön empfundene Häufung von gleichen oder ähnlichen Lauten in nacheinander stehenden Silben oder Wörtern, insbesondere von gleichen Anfangslauten. Mit dem Begriff wird zum Ausdruck gebracht, dass die Klangwirkung in stilistischer Hinsicht unpassend oder verunglückt wirkt (z. B. in „Lotterieziehzeit“). Hiervon zu unterscheiden ist der Einsatz gleicher oder ähnlicher Laute als rhetorisches Stilmittel. So werden bei der Alliteration die Anlaute benachbarter Wörter bewusst gleich gewählt, um die Aussage des Textes phonetisch zu verstärken. Auch der Einsatz identischer Binnenvokale kann stilistisch gewollt sein (Assonanz).